# Lukáš Masopust
Lukáš Masopust (Božejov, 12 februari 1992) is een Tsjechisch voetballer die doorgaans speelt als rechtermiddenvelder. Hij werd in januari 2019 door Slavia Praag overgenomen van FK Jablonec. Masopust is sinds maart 2018 Tsjechisch international.

## Clubcarrière
Masopust  doorliep de jeugdreeksen van FC Vysočina Jihlava. Vanaf het seizoen 2012/13 maakte hij deel uit van het eerste elftal. Op 30 juli 2012 maakte hij zijn debuut op het hoogste niveau in de uitwedstrijd tegen Slavia Praag. Hij startte de wedstrijd, was auteur van twee assists en werd in minuut 61 vervangen door Muris Mešanović. Zijn debuutwedstrijd eindigde op een 3–3 gelijkspel. Op 13 april 2013 maakte hij zijn eerste doelpunt tegen 1. FK Příbram. Begin 2015 werd hij door FK Jablonec overgenomen alwaar hij tot januari 2019 bleef spelen. Hij werd toen getransfereerd naar Slavia Praag.

## Clubstatistieken
| Seizoen   | Club                | Competitie   | Competitie | Competitie | Beker | Beker | Internationaal | Internationaal | Totaal | Totaal |
| Seizoen   | Club                | Competitie   | Wed.       | Dlp.       | Wed.  | Dlp.  | Wed.           | Dlp.           | Wed.   | Dlp.   |
| --------- | ------------------- | ------------ | ---------- | ---------- | ----- | ----- | -------------- | -------------- | ------ | ------ |
| 2012/2013 | FC Vysočina Jihlava | Fortuna liga | 29         | 1          | 0     | 0     | –              | –              | 23     | 1      |
| 2013/2024 | FC Vysočina Jihlava | Fortuna liga | 23         | 5          | 2     | 0     | 0              | 0              | 25     | 5      |
| 2014/2015 | FC Vysočina Jihlava | Fortuna liga | 3          | 1          | 0     | 0     | –              | –              | 3      | 1      |
| 2014/2015 | FK Jablonec         | Fortuna liga | 11         | 1          | 4     | 0     | –              | –              | 15     | 1      |
| 2015/2016 | FK Jablonec         | Fortuna liga | 26         | 5          | 6     | 0     | 3              | 0              | 35     | 5      |
| 2016/2017 | FK Jablonec         | Fortuna liga | 19         | 0          | 1     | 0     | –              | –              | 20     | 0      |
| 2017/2018 | FK Jablonec         | Fortuna liga | 25         | 4          | 6     | 2     | –              | –              | 31     | 6      |
| 2018/2019 | FK Jablonec         | Fortuna liga | 13         | 4          | 1     | 0     | 3              | 0              | 17     | 4      |
| 2018/2019 | Slavia Praag        | Fortuna liga | 12         | 4          | 2     | 2     | 5              | 0              | 19     | 6      |
| 2019/2020 | Slavia Praag        | Fortuna liga | 7          | 2          | 0     | 0     | 4              | 1              | 11     | 3      |
| Totaal    | Totaal              | Totaal       | 168        | 27         | 22    | 4     | 15             | 1              | 205    | 32     |

Bijgewerkt op 15 oktober 2019.

## Interlandcarrière
Masopust is een voormalig Tsjechisch jeugdinternational. Door bondscoach Karel Jarolím werd hij in maart 2018 bij de selectie gehaald met het oog op de vriendschappelijke interlands tegen Uruguay en China. Tegen Uruguay werden hem nog geen speelminuten gegund maar tegen China mocht hij de wedstrijd starten. Aan de rust werd hij vervangen door Patrik Schick. Zijn debuutwedstrijd werd met 1–4 gewonnen. Op 10 september 2019 scoorde hij zijn eerste doelpunt voor het nationale team. In de met 0–3 gewonnen wedstrijd tegen Montenegro scoorde hij het tweede doelpunt.